# Ievseievski
Ievseievski - Евсеевский (rus) - és un khútor del krai de Krasnodar, a Rússia. Es troba als vessants septentrionals del Caucas occidental, a la vora de l'embassament de Varnavínskoie sobre el riu Adagum, a 19 km al nord-est de Krimsk i a 68 km a l'oest de Krasnodar, la capital.
Pertany al municipi de Iujni.